# Mazinho
Pour le football né en 1987, voir Mazinho (football, 1987).
Iomar do Nascimento, plus connu sous le nom de Mazinho, est un footballeur brésilien né le 8 avril 1966 à Santa Rita. Il évoluait au poste de milieu défensif ou d’arrière gauche.
Ses deux fils, Thiago et Rafael Alcántara, sont également footballeurs.

## Biographie

### En club
Mazinho commence sa carrière à Recife. Il joue ensuite à Vasco da Gama. Avec Vasco da Gama, il est sacré champion de l'État de Rio de Janeiro à deux reprises, en 1987 et 1988. Il est par ailleurs champion du Brésil en 1989, et remporte deux Coupes Guanabara.
En 1990, Mazinho rejoint l'Europe en s'engageant avec le club italien de l'US Lecce. Après une seule saison, il est transféré à la Fiorentina. Il dispute 34 matchs en Serie A avec Lecce et 21 matchs en championnat avec la Viola. Il inscrit par ailleurs deux buts avec Lecce. 
Mazinho retourne dans son pays natal en 1992 en signant un contrat en faveur de la Sociedade Esportiva Palmeiras. Avec Palmeiras, il remplit son armoire de trophées, en remportant deux titres de champion de l'État de São Paulo et deux titres de champion du Brésil, sans oublier un Tournoi Rio-São Paulo. En 1994, après la Coupe du monde, Mazinho est de retour en Europe. Il signe dans le championnat espagnol, en s'engageant avec l'équipe de Valence. Mazinho joue un total de 71 matchs en Liga avec le club valencien. Après deux saisons passées à Valence, il se voit transféré au Celta Vigo. 
Mazinho reste quatre saisons à Vigo. Avec ce club, il dispute 114 matchs en Liga, marquant huit buts. Il fait également dix apparitions en Coupe de l'UEFA. Le Celta Vigo atteint les quarts de finale de la Coupe de l'UEFA lors de la saison 1998-1999, en étant éliminé par l'Olympique de Marseille. Lors des quarts de finale, Mazinho est titulaire lors du match aller gagné 2-1 par le club olympien. Il est également titulaire au match retour qui se solde par un 0-0. La saison suivante, le club réédite cette performance, mais Mazinho a perdu sa place de titulaire.
Mazinho rejoint pour la saison 1999-2000 le club d'Elche. Il termine sa carrière en 2001 à l'Esporte Clube Vitória.

### En équipe nationale
Mazinho reçoit 39 sélections en équipe nationale, sans inscrire de but. Toutefois, seulement 35 de ces sélections sont considérés comme "officielles".
Mazinho participe tout d'abord aux Jeux olympiques de 1988 organisés en Corée du Sud. La sélection olympique brésilienne obtient la médaille d'argent en se faisant battre par l'URSS lors de l'ultime match. Malheureusement, Mazinho ne quitte pas le banc des remplaçants, et ceci durant toute la compétition.
Mazinho reçoit sa première sélection en équipe du Brésil le 10 mai 1989, lors d'un match amical face au Pérou. Dans la foulée, il participe à la Copa América 1989, que le Brésil remporte. Titulaire, Mazinho dispute six matchs lors de cette compétition.
Mazinho est ensuite retenu par le sélectionneur Sebastião Lazaroni pour disputer la Coupe du monde 1990 en Italie. Le Brésil atteint le stade des huitièmes de finale mais Mazinho n'a qu'un statut de simple remplaçant. Ainsi, il ne joue aucun match lors de cette compétition. Mazinho participe ensuite à la Copa América 1991 organisée au Chili. Titulaire, Mazinho dispute six matchs lors de cette compétition. Le Brésil se classe deuxième de la compétition, derrière l'Argentine.
Mazinho est ensuite retenu par le sélectionneur Carlos Alberto Parreira pour disputer la Coupe du monde 1994 organisée aux États-Unis. Contrairement à l'édition de 1990, Mazinho occupe cette fois-ci un statut de titulaire en puissance. Lors de ce mondial, il prend part à six matchs. Tout d'abord, il joue un match face à la Russie, puis un autre face à la Suède lors de la phase de groupes. Il prend ensuite part au match des huitièmes de finale face au pays organisateur les États-Unis. Il est également sur le terrain lors du quart de finale face aux Pays-Bas et lors de la demi-finale face à la Suède. Arrive ensuite la grande finale face à l'Italie : Mazinho est une nouvelle fois titulaire et dispute l'intégralité de la rencontre. Le Brésil remporte le match aux tirs au but et Mazinho est sacré champion du monde. 
À l'issue de la victoire en Coupe du monde, Mazinho ne sera plus jamais rappelé en sélection.

### Reconversion
En 2009, Mazinho entraîne brièvement le club grec d'Aris Salonique.
En juillet 2012, Mazinho devient le conseiller sportif du club espagnol de Castelldefels. L'équipe évolue en Tercera División (4e division).

## Palmarès

### En équipe du Brésil
- Vainqueur de la Coupe du monde 1994
- Vainqueur de la Copa América 1989
- Finaliste de la Copa América 1991
- Médaille d'argent aux Jeux olympiques de 1988

### En club
- Champion de l'État de Rio de Janeiro en 1987 et 1988 avec le Vasco de Gama
- Champion du Brésil en 1989 avec Vasco de Gama, en 1993 et 1994 avec Palmeiras
- Vainqueur de la Coupe Guanabara en 1987 et 1990 avec le Vasco de Gama
- Champion de l'État de São Paulo en 1993 et 1994 avec Palmeiras
- Vainqueur du Tournoi Rio-São Paulo en 1993 avec Palmeiras

### Distinctions personnelles
- Il remporte le « ballon d'argent brésilien » en 1987 et 1988